# Heintje
 (avril 2023).
Heintje Simons, né Hendrik Nikolaas Theodoor Simons le 12 août 1955 à Heerlen dans le Limbourg, est un chanteur de schlager néerlandais. Il fait sa carrière essentiellement lorsqu'il est un enfant, aussi bien dans son pays natal qu'en Allemagne.

## Biographie
Le musicien et producteur néerlandais Addy Kleijngeld fait la rencontre grâce à une connaissance de Heintje en 1966. Après que Heintje remporte le concours de chant à Schaesberg avec une version néerlandaise de Mamma, Kleijngeld lui fait signer un contrat. Kleijngeld devient son manager et compose la plupart de ses chansons de son premier album en néerlandais.
En octobre 1967, il commence sa carrière en Allemagne en remportant un concours avec une version germanophone de Mamma. Mama est présent durant presque un an dans les meilleures ventes et est le single le plus vendu en 1968 (et repris par d'autres par la suite, notamment par Adam und die Micky's). Il reste présent dans les meilleures ventes avec les titres qu'il sort ensuite pendant quatre ans. Son producteur en Allemagne est Ronny (de) jusqu'en 1976. Il entame aussi une carrière anglophone qui l'amène en Australie, aux États-Unis et au Canada.
En 1968, il commence une carrière au cinéma. Il commence par un petit rôle, avant que trois films lui soient consacrés. Il ne continuera pas cette carrière d'acteur.
Sa mue arrive lorsqu'il a seize ans. Il revient lorsqu'il en a dix-huit mais il n'arrive pas à se détacher de son image d'enfant-star. En 1975, il arrive en Afrique du Sud et sort deux albums en afrikaans tandis que sa carrière en Europe décline.
Il tente plusieurs retours sous le nom de Heintje Simons puis de Hein Simons, au milieu des années 1990 dans le domaine de la Volkstümliche Musik. Il est souvent invité dans des émissions de télévision et sort des albums sans grand succès.

## Filmographie
- 1968 : Ces diables de collégiens (de) (Die Lümmel von der ersten Bank 2. Teil — Zum Teufel mit der Penne) de Werner Jacobs
- 1969 : L'Orphelin à la voix d'or (Heintje – Ein Herz geht auf Reisen) de Werner Jacobs
- 1969 : Hourra, l'école est en feu ! (Die Lümmel von der ersten Bank 4. Teil — Hurra, die Schule brennt!) de Werner Jacobs
- 1970 : Un jour, le soleil luira (de) (Heintje – einmal wird die Sonne wieder scheinen) de Hans Heinrich
- 1970 : Mon meilleur ami, Heintje (de) (Heintje – Mein bester Freund) de Werner Jacobs
- 1971 : Heintje donne l'alerte (de) (Die Lümmel von der ersten Bank 6. Teil — Morgen fällt die Schule aus) de Werner Jacobs